# Coregonus pennantii
Coregonus pennantii es una especie de pez de la familia Salmonidae en el orden de los Salmoniformes.

## Distribución geográfica
Es  endémico de Gales.